# Eublemma undilinea
Eublemma undilinea is een vlinder van de familie van de spinneruilen (Erebidae). De wetenschappelijke naam van deze soort is voor het eerst voorgesteld als Autoba undilinea door William Warren in een publicatie uit 1913.
De soort komt voor op het eiland Woodlark in Papoea-Nieuw-Guinea.